# Szymańce
Szymańce (lit. Šimonys) – miasteczko na Litwie, położone w okręgu poniewieskim, w rejonie kupiszeckim. Liczy 441 mieszkańców (2011).